# Cantorchilus elutus
El cucarachero del istmo o sotorrey istmeño (Cantorchilus elutus) es una especie de ave paseriforme de la familia Troglodytidae endémica de Costa Rica y Panamá. Anteriormente se consideraba una subespecie del cucarachero modesto.

## Descripción
El cucarachero del istmo es un pájaro pequeño, que mide unos 13 cm de largo. Tiene las partes superiores pardas, los flancos anteados. Su garganta y pecho son de color blanco, al igual que su lista superciliar, mientras que su vientre es blanquecino. El iris de sus ojos es rojo.
Si canto es una serie de cuatro notas altas.

## Distribución y hábitat
Se encuentra únicamente en el sudoeste de Costa Rica y el oeste de Panamá. Su hábitat natural son los bosques húmedos tropicales de tierras bajas. 